# Marree Man

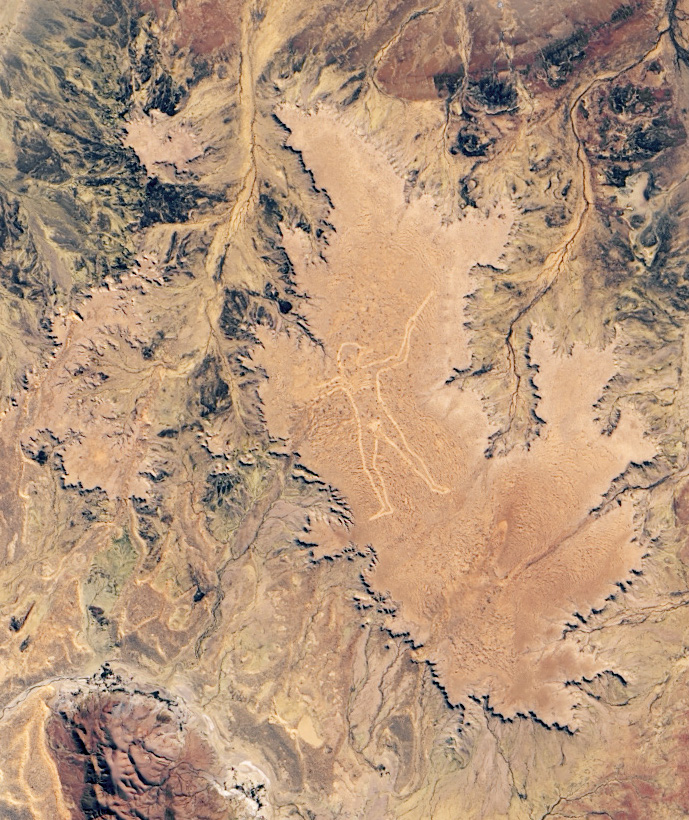
Marree Man, foto din satelit

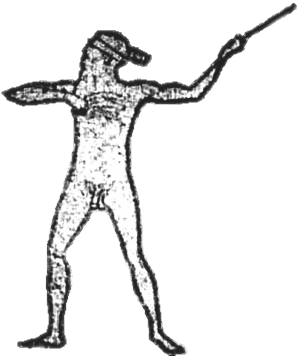
Conturul Marree Man

Marree Man, numit și Stuart’s Giant este un desen pe teren ce are o mărime de 4,2 km. Desenul, care este cea mai mare operă de artă din lume, a fost descoperit de pilotul australian Trac Smith, la 26 iunie 1998. Este situat pe Finnis Springs, la altitudinea de 1000 m deasupra n.m.. Marree Man se află la 60 km vest de localitatea  Marree, lângă lacul Lake Eyre, în regiunea centrală din landul South Australia în ținutul Woomera Prohibited Area (închis acesului public), ce se întinde pe o suprafață de 200.000 km2.